# Runner Runner (filme)
Runner Runner (Brasil: Aposta Máxima / Portugal: Jogo de Risco) é um filme de drama e suspense policial estadunidense de 2013 dirigido por Brad Furman, e escrito por Brian Koppelman e David Levien. O filme é estrelado por Justin Timberlake, Ben Affleck, Gemma Arterton, e Anthony Mackie, e foi produzido por Arnon Milchan, Jennifer Davisson Killoran e Leonardo DiCaprio. Foi lançado na Bélgica, França e Filipinas em 25 de setembro de 2013 e em vários outros países nos dias seguintes. Foi lançado nos Estados Unidos em 4 de outubro de 2013. Algumas partes dessa narrativa são baseadas na vida de Nat Arem, um jogador profissional de poker, e um ex-contador da Deloitte Touche que ajudou a fazer uma fraude no poker online usando métodos estatísticos para analisar milhares de jogos. O filme recebeu críticas negativas por parte dos críticos em geral.

## Sinopse
Richie Furst é um aluno da Universidade de Princeton que está usando de seu dinheiro de sua matrícula para jogar poker online. Quando ele descobre que o site está hospedado numa localização numa remota ilha, ele vai enfrentar proprietário corrupto do site, Ivan Block, mas é atraído para se tornar protegido e braço direito de Ivan. O relacionamento deles começa a chegar a um ponto de ebulição ao mesmo tempo que um agente do FBI, Zbysko, tenta usar Richie trazer Ivan para baixo.

## Elenco
- Justin Timberlake como Richie Furst[11]
- Gemma Arterton como Rebecca Shafran
- Ben Affleck como Ivan Block
- Anthony Mackie como Agente Shavers
- Michael Esper como Billy "Pet" Petricoff
- Oliver Cooper como Andrew Cronin
- Christian George como Wilson
- Yul Vazquez como Delegado Herrera
- John Heard como Harry Furst
- James Molina como Esteban
- Louis Lombardi como Archie
- Vincent Laresca como Sargento Barrancas
- Bernie O. Ramos Robledo como Handlebar Mustache
- Sam Palladio como Shecky
- David Costabile como Professor Hornstein
- Jordan Beder como Paul Arnaud
- Bob Gunton como Dean Alex Monroe
- Ben Schwartz como Craig
- Dayo Okeniyi como Lionel

## Produção

### As filmagens
As filmagens ocorreram no verão de 2012, em Porto Rico e no campus da Universidade de Princeton.

## Promoção
O primeiro trailer do filme foi lançado pela 20th Century Fox em 6 de junho de 2013. Em setembro do mesmo ano, Justin Timberlake fez um giro promocional onde percorreu vários países, incluindo Inglaterra, Alemanha, Rússia e Brasil, oferecendo conferências de imprensa para falar sobre Runner Runner.

## Recepção
Runner, Runner tem recebido avaliações negativas por parte dos críticos, que actualmente detém uma classificação de 9% no Rotten Tomatoes baseado em 107 comentários. No Metacritic, o filme possui uma pontuação de 36 em 100, com base em 31 críticas.
No AdoroCinema, os críticos reclamaram dos clichês do filme.

### Bilheteria
Em sua semana de estréia, o filme ficou em terceiro lugar com $7,706,712 dólares atrás de Gravity e Cloudy with a Chance of Meatballs 2. O filme arrecadou $19,316,646 na América do Norte e $43,358,449 milhões de dólares americanos no resto do mundo, para um total mundial de $62,675,095.